# Linia kolejowa 192 Trebišov – Vranov nad Topľou
Linia kolejowa 192 Trebišov – Vranov nad Topľou – linia kolejowa na Słowacji o długości 32 km, łącząca miejscowości Trebišov i Vranov nad Topľou. Jest to linia jednotorowa oraz niezelektryfikowana.